# Матасово (Вологодская область)
Матасово — деревня в Кичменгско-Городецком районе Вологодской области.
Входит в состав Городецкого сельского поселения (с 1 января 2006 года по 1 апреля 2013 года входила в Шонгское сельское поселение), с точки зрения административно-территориального деления — в Шонгский сельсовет.
Расстояние до районного центра Кичменгского Городка по автодороге составляет 15 км. Ближайшие населённые пункты — Тереховица, Загарье, Конищево, Слуда.
Население по данным переписи 2002 года — 6 человек.